# Achim Jordan
Hans-Joachim („Achim“) Jordan (* 7. Oktober 1937 in Magdeburg; † 12. August 2019 in Leipzig) war ein deutscher Gebrauchsgrafiker, Karikaturist und Cartoonist.

## Leben und Werk
Jordan studierte von 1957 bis 1960 Gebrauchsgrafik an der Hochschule für Grafik und Buchkunst Leipzig. Außerdem absolvierte er in Berlin eine Ausbildung zum Presse- und Zeitschriftengestalter. Jordan arbeitete in Leipzig als Gebrauchsgraphiker, Illustrator und Pressezeichner. Er schuf insbesondere Karikaturen und Cartoons, vor allem für die Leipziger Volkszeitung (1960–1990), u. a. auch für den Eulenspiegel (1971–1990) und nach der deutschen Wiedervereinigung für die FAZ. Ab den 1960er Jahren gehörte er zu den wichtigeren Künstlern dieses Fachs in der DDR.
Kurz vor seinem Tod schenkte Jordan dem Kulturhistorischen Museum Magdeburg etwa 200 seiner Arbeiten. Weitere Werke befinden sich im SATIRICUM Greiz und in der Stiftung Haus der Geschichte der Bundesrepublik Deutschland in Bonn.
Jordan war von 1960 bis 1990 Mitglied des Verbands Bildender Künstler der DDR. Er gründete 1964 die Sektion Pressezeichner und Karikaturisten DDR-Süd und war von 1965 bis 1976 deren Vorsitzender.
Kunstkritiker Helmut Kronthaler stuft seine Arbeiten als „konventionell-routinierte, meist stark konturbetonte Tuschfeder- und -pinsel-Zeichnungen“ ein.

## Buchillustrationen
- Monika Linke: Pieps im Zoo. Dr. H. Schulze Buch- und Kunstverlag Leipzig, 1970
- Monika Linke: Eine gute Fahrt. Dr. H. Schulze Buch- und Kunstverlag Leipzig, 1971
- Monika Linke: Eine gute Tat. Dr. H. Schulze Buch- und Kunstverlag Leipzig, 1974

## Ausstellungen (mutmaßlich unvollständig)
- 1972, 1974 und 1979: Leipzig, Bezirkskunstausstellungen
- 1975: Berlin, Ausstellungszentrum am Fernsehturm („Ökonomik“, Ausstellung der Sektion Karikaturisten und Pressezeichner im Verband Bildender Künstler der DDR)
- 1983: Leipzig, Informationszentrum am Sachsenplatz (Ausstellung der Sektion Karikatur und Pressezeichnung DDR-Süd im VBK)
- 2000, 2012: Greiz, Satiricum (Einzelausstellungen, mit Katalog)[1]

### Postum
- 2019: Greiz, Sommerpalais, Beletage, Zum Gedenken an die Karikaturisten Lothar Otto, Achim Jordan und Andreas Prüstel[3]
- 2020: Magdeburg, Kulturhistorisches Museum (Einzelausstellung)[2]